# Dardanellenschlacht (1656)
Die Dardanellenschlacht des Jahres 1656 war eine der zahlreichen Seegefechte und Schlachten, die die Flotten der Republik Venedig und des Osmanischen Reiches um die Vorherrschaft im östlichen Mittelmeer austrugen. Diese Schlacht wurde im Rahmen des Krieges um Kreta (1645–1669) ausgetragen und endete mit einem überragenden Seesieg des venezianischen Admirals Lorenzo Marcello, der jedoch am 26. Juni 1656 fiel. Am Ende des Krieges gelang es den Osmanen nach 21-jähriger Belagerung der Hauptstadt Candia den Krieg um Kreta für sich zu entscheiden.

## Hintergrund
Im Jahr 1644 griff die Malteserflotte einen osmanischen Konvoi an, der von Alexandria auf dem Weg nach Konstantinopel war. Die Malteser brachten ihre Beute nach Kreta. Sie hatten auch etliche Mekka-Wallfahrer gefangen genommen.
Als Vergeltungsmaßnahme ließ der Sultan 60.000 osmanische Soldaten auf der venezianischen Insel Kreta (Candia) landen, die nach zweimonatiger Belagerung Chania (La Chanea) und Rethymno (Rettimo) besetzten. Zwischen 1645 und 1648 besetzten die Türken den Rest der Insel und bereiteten die Belagerung der Hauptstadt Candia (Iraklio) vor.
Während des Krieges versuchte die venezianische Flotte immer wieder, durch eine Blockade der Dardanellen die osmanische Flotte davon abzuhalten, die Landstreitkräfte auf Kreta mit Nachschub zu versorgen. In dieser Zeit kam es in oder bei den Dardanellen und auch in der übrigen Ägäis zu zahlreichen Gefechten und Seeschlachten, die die Venezianer in der Regel für sich entschieden, ohne jedoch den osmanischen Nachschub völlig unterbinden zu können.

## Verlauf der Schlacht
Admiral Lorenzo Marcello tauchte am 23. Mai 1656 mit 13 Segelschiffen, 6 Galeassen, 24 Galeeren und einem weiteren Flottenverband unter Pietro Bembo vor den Dardanellen auf. Am 11. Juni trafen auch 7 maltesische Galeeren unter dem späteren Großmeister Gregorio Carafa ein, wodurch die Venezianer (von kleineren Einheiten abgesehen) insgesamt über 29 Segelschiffe, 7 Galeassen und 31 Galeeren verfügten, die unmittelbar vor den Festungen am Eingang der Meerenge kreuzten.
Am 23. Juni lief die osmanische Flotte mit 28 Segelschiffen, 9 Galeassen und 61 Galeeren durch die Meerenge. Die Landbatterien versuchten am 24. Juni vergeblich, die venezianische Flotte zu vertreiben.
Am Morgen des 26. Juni drangen die Osmanen durch den Nordwind begünstigt vor. Die Venezianer konnten bei dieser Wetterlage ihre Segelschiffe nicht zum Einsatz bringen. Als sich der Wind nach Südosten drehte und die Osmanen in eine ungünstige Lage brachte, griffen die Venezianer an und schnitten ihren Gegnern mit einem kleineren Verband den Rückzug in die Meerenge ab. Nur 14 osmanische Galeeren und zwei Segelschiffe konnten entkommen, der Rest wurde erobert, versenkt oder brannte ab. Die venezianischen Verluste beliefen sich auf drei Segelschiffe, 207 Gefallene, 260 Verwundete und 94 Vermisste. Die Malteser hatten 40 Gefallene und über 100 Verwundete zu verzeichnen.
Während der Schlacht fiel auch der venezianische Befehlshaber Marcello. Da die Schlacht noch bis zum folgenden Tag andauerte, hielt man sein Schicksal vorübergehend geheim, um die Moral der Truppe nicht zu gefährden. Mit Lorenzo Marcello fiel auch Admiral Niccolò di Mezzo. Das Kommando übernahm Barbaro Badoer. Admiral Lazzaro Mocenigo, der in der Schlacht ein Auge verlor, brachte Marcellos Leichnam zurück nach Venedig.